# تطبيق ويب

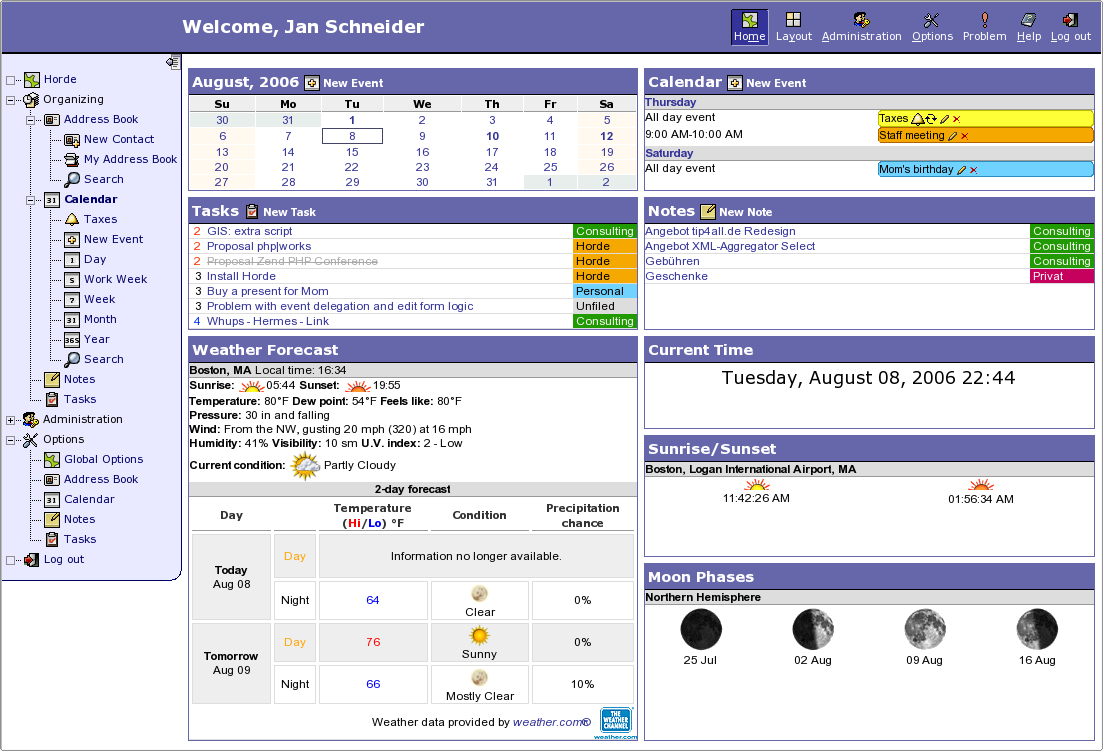
Horde هو تطبيق ويب تعاوني ومفتوح المصدر

تطبيق الويب (بالإنجليزية: web application أو web app)‏ هو برنامج تطبيقي يتم تشغيله على خادم ويب، بخلاف البرامج المعتمدة على الكمبيوتر والتي يتم تشغيلها محليًا على نظام التشغيل للجهاز. يتم الوصول إلى تطبيقات الويب من قبل المستخدم من خلال مستعرض ويب مع اتصال شبكة نشط. تتم برمجة هذه التطبيقات باستخدام بنية على غرار العميل - الخادم - يتم توفير المستخدم ("العميل") من خلال خادم خارج الموقع يستضيفه طرف ثالث. تتضمن أمثلة تطبيقات الويب شائعة الاستخدام: البريد الإلكتروني ومبيعات التجزئة عبر الإنترنت والخدمات المصرفية عبر الإنترنت والمزادات عبر الإنترنت و معالجات النصوص و الخدمات التخزين السحابية.

## مميزات تطبيقات الويب
تعتبر تطبيقات الويب اليوم هي هدف معظم المبرمجين، فهم يرون أنها تقدم للمستخدمين المبتدئين والمحترفين الواجهة البسيطة والتقنية المتفوقة والوصول السريع، فهي متوفرة عبر رابط إنترنت ويمكن الحصول عليها في أي وقت ومن أي مكان، كما أن أداء معظم تطبيقات الويب تحسن وبدأت تقدم خدمات متميزة.
و في حين أن معظم تطبيقات الويب مجانية ولا تحتاج سوى رابط التطبيق، تقدم بعض الشركات تطبيقات ويب متطورة جداً عبر اشتراك غالباً ما يكون بشكل شهري أو سنوي، بحيث يتمكن من تشغيل التطبيق من أي جهاز بمجرد إدخاله لمعلومات التسجيل التي حصل عليها بعد التسجيل ودفع المبلغ المحدد، بعض هذه التطبيقات هي تطبيقات احترافية لبرمجيات مكتبية وبعضها الآخر عبارة عن محررات صور متقدمة وحديثه.

## الاستخدام التجاري
تتمثل الإستراتيجية الناشئة لشركات برامج التطبيقات في توفير الوصول إلى الويب إلى البرامج التي تم توزيعها سابقًا كتطبيقات محلية. اعتمادًا على نوع التطبيق، قد يتطلب الأمر تطوير واجهة مختلفة تمامًا تعتمد على المستعرض، أو مجرد تكييف تطبيق موجود لاستخدام تقنية عرض مختلفة. تسمح هذه البرامج للمستخدم بدفع رسوم شهرية أو سنوية لاستخدام أحد تطبيقات البرامج دون الحاجة إلى تثبيته على محرك أقراص ثابت محلي. تُعرف الشركة التي تتبع هذه الإستراتيجية بمزود خدمة التطبيقات (ASP)، وتحظى شركات ASP حاليًا باهتمام كبير في صناعة البرمجيات.
تعد انتهاكات الأمان على هذه الأنواع من التطبيقات مصدر قلق كبير لأنها يمكن أن تتضمن معلومات المؤسسة وبيانات العملاء الخاصة. تعد حماية هذه الأصول جزءًا مهمًا من أي تطبيق ويب وهناك بعض المجالات التشغيلية الرئيسية التي يجب تضمينها في عملية التطوير. يتضمن ذلك عمليات المصادقة والتفويض ومعالجة الأصول والإدخال والتسجيل والتدقيق. يمكن أن يكون بناء الأمان في التطبيقات من البداية أكثر فاعلية وأقل اضطرابًا على المدى الطويل.
تطبيقات الويب لنموذج الحوسبة السحابية هي برامج كخدمة (SaaS). هناك تطبيقات أعمال مقدمة كخدمة SaaS للمؤسسات مقابل رسوم ثابتة أو تعتمد على الاستخدام. يتم تقديم تطبيقات الويب الأخرى مجانًا، وغالبًا ما تدر دخلاً من الإعلانات المعروضة في واجهة تطبيق الويب.

## تطوير
غالبًا ما يتم تبسيط كتابة تطبيقات الويب باستخدام إطار عمل تطبيق الويب. تسهل هذه الأطر التطوير السريع للتطبيق من خلال السماح لفريق التطوير بالتركيز على أجزاء التطبيق الخاصة بهم والتي تعتبر فريدة لأهدافهم دون الحاجة إلى حل مشكلات التطوير الشائعة مثل إدارة المستخدم. العديد من الأطر المستخدمة هي برمجيات مفتوحة المصدر.
يمكن أن يؤدي استخدام أطر تطبيقات الويب في كثير من الأحيان إلى تقليل عدد الأخطاء في البرنامج، سواء عن طريق جعل الكود أبسط، أو عن طريق السماح لفريق واحد بالتركيز على إطار العمل بينما يركز فريق آخر على حالة استخدام محددة. في التطبيقات التي تتعرض لمحاولات اختراق مستمرة على الإنترنت، يمكن أن تحدث المشكلات المتعلقة بالأمان بسبب أخطاء في البرنامج. يمكن للأطر أيضًا أن تعزز استخدام أفضل الممارسات مثل GET after POST.
بالإضافة إلى ذلك، هناك إمكانية لتطوير التطبيقات على أنظمة تشغيل الإنترنت، على الرغم من عدم وجود العديد من المنصات القابلة للتطبيق التي تناسب هذا النموذج حاليًا.

## التطبيقات
من أمثلة تطبيقات المستعرض برامج مكتبية بسيطة (معالجات النصوص وجداول البيانات عبر الإنترنت وأدوات العرض التقديمي)، ولكن يمكن أن تتضمن أيضًا تطبيقات أكثر تقدمًا مثل إدارة المشاريع والتصميم بمساعدة الكمبيوتر وتحرير الفيديو ونقاط البيع.